# Saotis
Saotis is een geslacht van parasitoïde wespen uit de familie van de gewone sluipwespen.
De wetenschappelijke naam van het geslacht is voor het eerst geldig gepubliceerd in 1869 door Arnold Förster.
Dit geslacht komt voor in het Holarctisch gebied; in 2010 omvatte het ongeveer 22 soorten, waarvan twintig in Europa zijn beschreven. Het zijn parasitoïden van galmakende bladwespen uit de geslachten Pontania en Phyllocolpa.

## Soorten
- Saotis albionis
- Saotis alpinator
- Saotis bilineata
- Saotis boreator
- Saotis brevispina
- Saotis caucasica
- Saotis clypeata
- Saotis compressiuscula
- Saotis compressiventris
- Saotis dorsata
- Saotis erythropleura
- Saotis granulator
- Saotis heteropus
- Saotis hoeli
- Saotis longiventris
- Saotis mellipes
- Saotis mirabilis
- Saotis morleyi
- Saotis nigriscuta
- Saotis nigriventris
- Saotis pygidiator
- Saotis renovata
- Saotis rufigaster
- Saotis salicis
- Saotis subarctor
- Saotis tinctor
- Saotis tricolor
- Saotis truncator
- Saotis varicoxa
- Saotis compressa
- Saotis flavopunctata
- Saotis liopleuris